# Nipponobius migrans
Nipponobius migrans är en mångfotingart som beskrevs av Chamberlin 1929. Nipponobius migrans ingår i släktet Nipponobius och familjen stenkrypare. Inga underarter finns listade i Catalogue of Life.